# Borowe (gromada w powiecie kłobuckim)
Borowe – dawna gromada, czyli najmniejsza jednostka podziału terytorialnego Polskiej Rzeczypospolitej Ludowej w latach 1954–1972.
Gromady, z gromadzkimi radami narodowymi (GRN) jako organami władzy najniższego stopnia na wsi, funkcjonowały od reformy reorganizującej administrację wiejską przeprowadzonej jesienią 1954 do momentu ich zniesienia z dniem 1 stycznia 1973, tym samym wypierając organizację gminną w latach 1954–1972.
Gromadę Borowe z siedzibą GRN w Borowem utworzono – jako jedną z 8759 gromad na obszarze Polski – w powiecie kłobuckim w woj. stalinogrodzkim, na mocy uchwały nr 19/54 WRN w Stalinogrodzie z dnia 5 października 1954. W skład jednostki weszły obszary dotychczasowych gromad Bieżeń i Borowe ze zniesionej gminy Węglowice oraz obszar dotychczasowej gromady Długi Kąt ze zniesionej gminy Wręczyca Wielka w tymże powiecie, a także oddziały leśne nr 37–44 i 62–70 z Nadleśnictwa Herby i oddziały leśne nr 204, 205, 217, 218 i 229–231 z Nadleśnictwa Grodzisko. Dla gromady ustalono 18 członków gromadzkiej rady narodowej.
20 grudnia 1956 województwo stalinogrodzkie przemianowano (z powrotem) na katowickie.
Gromada przetrwała do końca 1972 roku, czyli do kolejnej reformy gminnej.